# Šogolj
Šogolj (cyr. Шогољ) – wieś w Serbii, w okręgu rasińskim, w mieście Kruševac. W 2011 roku liczyła 152 mieszkańców.